# Малая тиркушка
Малая тиркушка (Glareola lactea) — вид птиц семейства тиркушковых.
Вид распространён в тропической Азии. Встречается в Индии, Западном Пакистане, Бангладеш, Мьянме, Лаосе, Камбодже, Шри-Ланке и Таиланде.
Небольшая птица длиной 16,5—18,5 см, с размахом крыльев 42—48 см. Клюв короткий, ножки короткие, крылья длинные заострённые и хвост короткий. Крылья серые сверху с чёрными кроющими и чёрно-белыми полосками на заднем крае маховых. Верх головы коричневый. Хвост белый с чёрным конечным треугольником. Брюхо белое.
Птица живёт на открытых засушливых территориях возле водоёмов. Питается насекомыми, на которых охотится во время полёта, хотя может охотиться и на земле. Размножается с декабря по март на гравийных или песчаных берегах у рек и озёр, откладывая 2—4 яйца на землю.

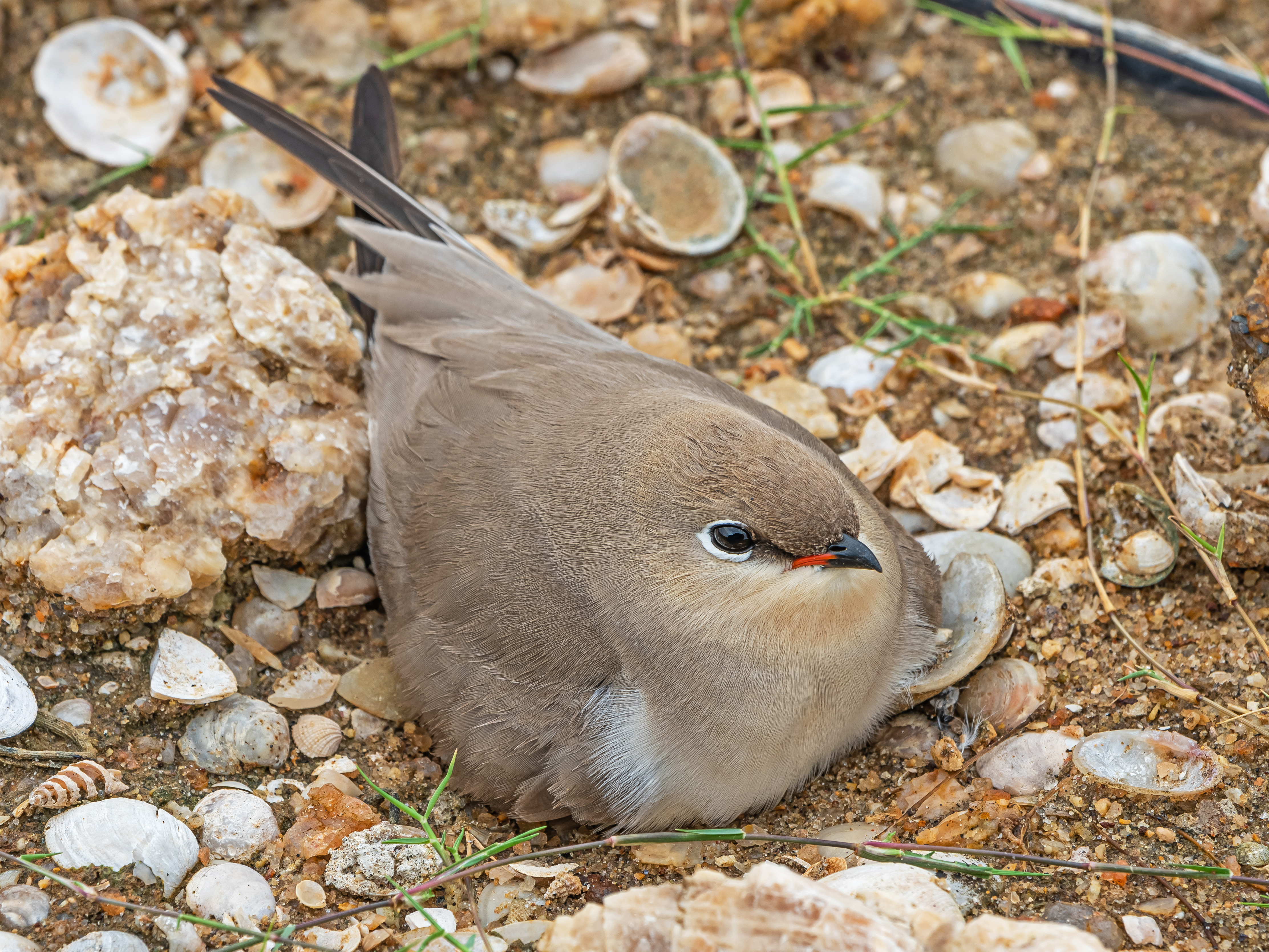
Малая тиркушка (Glareola lactea), национальный парк Бундала